# La Escondida, Chapulhuacán
La Escondida är en ort i Mexiko.   Den ligger i kommunen Chapulhuacán och delstaten Hidalgo, i den sydöstra delen av landet, 190 km norr om huvudstaden Mexico City. La Escondida ligger 710 meter över havet och antalet invånare är 227.
Terrängen runt La Escondida är lite bergig, och sluttar österut. Runt La Escondida är det ganska tätbefolkat, med 60 invånare per kvadratkilometer. Närmaste större samhälle är Tamazunchale, 19,5 km nordost om La Escondida. I omgivningarna runt La Escondida växer huvudsakligen savannskog.